# Tetraponera carbonaria
Tetraponera carbonaria är en myrart som först beskrevs av Smith 1863.  Tetraponera carbonaria ingår i släktet Tetraponera och familjen myror. Inga underarter finns listade i Catalogue of Life.